# Belizes fotbollsförbund
Belizes fotbollsförbund, officiellt Football Federation of Belize, är ett specialidrottsförbund som organiserar fotbollen i Belize.
Förbundet grundades 1980 och gick med i Concacaf 1986. De anslöt sig till Fifa år 1986. Belizes fotbollsförbund har sitt huvudkontor i staden Belmopan.